# Winnsboro, Texas
Winnsboro là một thành phố thuộc quận Wood, tiểu bang Texas, Hoa Kỳ. Năm 2010, dân số của xã này là 3434 người.